# Buskiella abyssorum
Buskiella abyssorum är en ringmaskart som beskrevs av McIntosh 1885. Buskiella abyssorum ingår i släktet Buskiella och familjen Flabelligeridae. Inga underarter finns listade i Catalogue of Life.